# GRB Glarner Regionalbank
Die GRB Glarner Regionalbank ist eine im Kanton Glarus verankerte Schweizer Regionalbank mit Sitz in Schwanden. Ihr Tätigkeitsgebiet liegt traditionell im Retail Banking und im Hypothekargeschäft.
Die in Form einer Genossenschaft organisierte GRB Glarner Regionalbank wurde 1857 gegründet und verfügt neben ihrem Hauptsitz in Schwanden über Filialen in Glarus, Engi, Elm und Niederurnen. Sie ist als selbständige Regionalbank der RBA-Holding angeschlossen.
Die GRB Glarner Regionalbank beschäftigt 18 bzw. teilzeitbereinigt 14 Mitarbeiter und verfügte per Ende 2008 über eine Bilanzsumme von 355,1 Millionen Schweizer Franken.